# Vila misterija
Vila misterija (tal. Villa dei Misteri) je dobro očuvana antička rimska vila u predgrađu na periferiji Pompeja, u južnoj Italiji. Poznat je po nizu izvrsnih freski u sobi 5, koje se obično tumače kao prikaz inicijacije nevjeste u grčko-rimski misterijski kult. Oni su danas među najpoznatijima od relativno rijetkih preživjelih antičkog rimskog slikarstva iz 1. stoljeća pr.
Kao i ostatak rimskog grada Pompeja, vila je zatrpana u erupciji vulkana Vezuva 79. godine. Iskapana je od 1909. godine. Sada je popularan dio turističkih posjeta Pompejima i dio je UNESCO-ve svjetske baštine u Pompejima.

## Položaj
Vila se nalazi oko 400 m sjeverozapadno od gradskih zidina, između cesta Via Delle Tombe i Via Superiore s pogrebnim spomenicima koje vode do Herkulanskih vrata Pompeja, a nalazi se u blizini Diomedove vile i tzv. Ciceronove vile. Leži na brdu s prostranim pogledom na sadašnji Napuljski zaljev; počiva na padini i djelomično je poduprta kriptoportikom koji čine slijepi lukovi.

## Povijest
Vila je sagrađena u 2. stoljeću prije Krista, a svoj najveći sjaj dosegla je u augustovsko doba kada je znatno proširena i ukrašena. Međutim, nedavna istraživanja su pokazala da je vila sagrađena početkom 1. stoljeća prije Krista, otprilike u vrijeme Sule. Ova se analiza temelji na stratigrafskim dokazima i dataciji fresaka drugog stila, koje su najraniji ukrasi u vili stilski datirani u rano 1. stoljeće pr. Kr. Nakon izgradnje, to je tada bila villa urbana, što je tip suburbane vile, s velikim prostorijama i visećim vrtovima, na panoramskom položaju. Nakon potresa 62. godine, pretrpjela je znatna oštećenja, kao i veći dio grada, te je pretvorena u vilu rustiku s dodatkom poljoprivredne opreme kao što je preša za vino. Zgrada je tada uglavnom služila za proizvodnju i prodaju vina.
Vlasnik vile nije poznat, kao što je slučaj s mnogim privatnim kućama u Pompejima. U vili je pronađen brončani pečat koji imenuje L. Istacidija Zosima, oslobođenika iz moćne obitelji Istacidii, koji je bio ili vlasnik vile ili nadzornik njezine obnove nakon potresa 62. godine. Prisutnost statue Livije, Augustove žene, navela je neke povjesničare da sugeriraju da je ona bila vlasnica.

## Otkriće i iskopavanje
Vila, prvobitno nazvana Villa Item, otkrivena je između 1909. i 1910. u iskapanju koje je vodio Giuseppe Spano; a detaljnije istraživanje proveo je, između 1929. i 1930., Amadeo Maiuri, nakon izvlaštenja koje je nametnula talijanska država.
Važni restauratorsko-konzervatorski zahvati na freskama izvedeni su od 2013. do 2015.
Arheolozi su 2018. godine otkrili jedinstvene ostatke upregnutih konja. Štala je iskopana nakon što su 2017. otkriveni ilegalni tuneli oko zidova vile za krađu artefakata, koji su uništili jedno od tijela.

## Opis
Iako prekrivena metrima plovućca i pepela, vila je pretrpjela samo manja oštećenja tijekom erupcije Vezuva 79. godine. Većina njezinih zidova, stropova, a osobito freski, preživjeli su uglavnom netaknuti.
Antički ulaz, koji se nalazi točno nasuprot suvremenog ulaza, imao je klupe za klijente koji su čekali i vodio do prostorija za poslugu, uključujući dvorište za skladištenje i istovar proizvoda, prostorije za poslugu i prostorije za poljoprivrednu opremu. Preša za vino otkrivena tijekom iskapanja vraćena je na izvorno mjesto. Nije bila neuobičajena pojava da su domovi vrlo bogatih uključivali površine za proizvodnju vina, maslinovog ulja ili drugih poljoprivrednih proizvoda, pogotovo jer su mnogi elitni Rimljani posjedovali poljoprivredna zemljišta ili voćnjake u neposrednoj blizini svojih vila. Iza ulaza nalazi se peristil, prostor za kupanje i kuhinju te glavni atrij s impluvijem koji vodi u triklinij s pristupom trijemu s pogledom na Napuljski zaljev. Soba 5, koja je ukrašena poznatim freskama po kojima je vila dobila ime, nalazi se desno od sobe 4, koja je kubikul koji se često identificira kao "bračna odaja".
Iako se često vjeruje da je triklinij, soba 5 mogla je biti kubikul ili, kako tvrdi Brenda Longfellow, čak višenamjenska prostorija koju su koristili razni članovi obitelji u različita doba dana ili različite dane. Budući da je točna upotreba sobe neizvjesna, često se naziva i oekus, ali se ne može sigurno okarakterizirati kao takva. Soba 5 nalazi se u stražnjem dijelu vile izvan peristila sa samo jednim ulazom i izlazom, što je čini jednom od najmanje pristupačnih soba u vili posjetiteljima. Zbog svoje bogate dekoracije i relativne nepristupačnosti, smatra se da je korišten u posebnim prilikama za pozvane goste.
Tijela dviju žena i djeteta pronađena su u donjim slojevima erupcije plovućca u Vili, što sugerira da su uhvaćeni u ranim fazama erupcije Vezuva. Nalazili su se na gornjem katu dijela farme i od njih su napravljeni gipsani odljevi kao i u drugim područjima Pompeja i Herkulaneuma. Šest tijela (jedna djevojka blizu ulaza, jedna žena, četiri druga u kriptoportikusu) pronađeno je u kasnijim višim slojevima piroklastične erupcije što ukazuje da su preživjeli prvi dio katastrofe.

## Freske
Vila je dobila ime po slikama u Sobi 5, koje su u drugom stilu i datiraju oko 70.-60. pr. Kr. Iako se o stvarnoj temi fresaka raspravlja, najčešće tumačenje je da one prikazuju inicijaciju žene u brak u skladu s dionizijskim misterijama, misterijskom kultu posvećenom bogu poznatom Rimljanima kao Bakhus. Za članstvo su bili potrebni posebni obredi. Ključna značajka koja pomaže identificirati ove scene kao bakhičke je prikaz menada, ženskih sljedbenica božanstva. Ovi poklonici često su prikazani kako plešu s uskovitlanom draperijom na oslikanoj grčkoj keramici od šestog stoljeća pr. Kr. nadalje. Postoje mnoga različita tumačenja fresaka, no općenito se vjeruje da u nekom obliku prikazuju vjerski obred. Uobičajena je teorija da freske prikazuju nevjestu koja se uvodi u Bakičke misterije pripremajući se za brak. U ovoj hipotezi, vjeruje se da je složeni kostim koji nosi glavna figura vjenčana odjeća.

### Restauracije
Poznate freske vile prvi put su otkrivene 1909. godine, ali su ubrzo oštećene kombinacijom loše zaštite od vremenskih nepogoda i potresa koji se dogodio u lipnju. Glavni problemi koji su se razvili bili su vlaga i ostaci soli koji su se ispirali iz zemlje, uzrokujući pojavu bijelih mrlja na površini slika. Kako bi se to spriječilo, veliki dijelovi fresaka uklonjeni su i ponovno pričvršćeni nakon što su zidovi ponovno izgrađeni novim kamenom kako bi se bolje oduprli vlazi i ispiranju soli.
U skladu s metodama očuvanja koje su prevladavale u to vrijeme, premazi od voska i petroleja primijenjeni su kako bi se uklonili ostaci i pružila zaštita, što objašnjava sjaj koji je bio karakterističan za freske u 20. i početku 21. stoljeća. Ti su se premazi pokazali nevjerojatno učinkovitima u zaštiti slika od daljnjih oštećenja, no jedna je nuspojava bila da su iskrivili izvornu boju, čineći da crvena pozadina izgleda tamnije od izvornog pigmenta. Kasnije 1909. njemački tim arheologa poduzeo je daljnje restauracije na licu mjesta.
Između 2013. i 2015. godine na freskama su izvedene restauracije modernim tehnikama. To je uključivalo tretman s antibiotikom amoksicilinom, koji je uklonio mangan dioksid koji je dospio u slike i bakterije streptokoke koje se hrane pigmentima i uzrokuju propadanje. Ostali tretmani uključivali su analizu i vraćanje izvornih tonova boja, nakon što je laserska tehnologija korištena za uklanjanje slojeva voska i petroleja nanesenih početkom 20. stoljeća.

### Tumačenje fresaka
Na temelju tematike i redoslijeda fresaka, namjera je da se čitaju kao jedinstvena pripovijest. Scene predstavljaju različite trenutke u ritualu inicijacije u Bakičke misterije. Žene i satiri istaknuti su, a obitelj vlasnika vile možda je bila model za žene i djecu prikazane na freskama. S obzirom na široko prihvaćenu teoriju da murali prikazuju aspekte Bacchusovog kulta, neki predlažu da je sama prostorija s freskama korištena za provođenje inicijacija i drugih rituala, iako se o točnoj upotrebi ove sobe jako raspravlja. Molly Swetnam-Burland usprotivila se ovom tumačenju sobe, navodeći da je u usporedbi s drugim prikazima Bakhusa u vjerskim kontekstima oko Pompeja, Bacchus na ovim freskama drugačiji u ključnim aspektima, pokazujući da ovo nije vjerski prostor.
- Prva zidna slika prikazuje plemenitu Rimljanku kako prilazi svećenici ili matroni koja sjedi na prijestolju, pokraj kojeg stoji mali dječak i čita svitak - vjerojatno objava inicijacije u kult ili pjevanje himne.[15] S druge strane prijestolja prikazana je mlada žena u ljubičastoj halji i kruni od mirte, koja drži grančicu lovora i pladanj s kolačima. Čini se da je služavka i da možda donosi žrtvu bogu ili božici.[24]
- Druga zidna slika prikazuje drugu svećenicu (ili stariju inicijaciju) i njezine pomoćnike kako pripremaju košaru za liknon ; kraj njezinih nogu su noge klupe na kojoj sjedi koje bi se mogle zamijeniti s gljivama. S jedne strane Silen (stvorenje dijelom čovjek, dijelom konj) svira liru Silen, ime Bacchusovog učitelja i pratitelja, također je bio opći izraz koji se koristio za opisivanje njegove mitološke vrste.[24]
- Treća zidna slika prikazuje satira koji svira na svirali i nimfu koja doji kozu u arkadijskoj sceni. S njihove desne strane je figura koju su neki identificirali kao božicu Auru.[15] Drugi su je identificirali kao inicijaciju ili nevjestu.[24]
- U smjeru u kojem ona užasnuto gleda, četvrti mural prikazuje mladog satira kojem Silenus nudi zdjelu vina, dok iza njega drugi satir drži zastrašujuću masku koju satir koji pije vidi odraz u zdjeli (ovo može biti paralelno ogledalo u koje mladi Bacchus zuri u orfičkim obredima). Pokraj njih sjedi božica, možda Ariadna ili Semela, a Bacchus joj leži u krilu.[24][15]
- Peti mural prikazuje ženu koja nosi štap i kapu, predmete koji se često predstavljaju nakon uspješnog završetka inicijacije. Ona kleči pred svećenicom i čini se da je bičuje krilata ženska figura. Pokraj nje je plesna figura (Menada ili Tijada) i figura u haljini s tirsom (inicijacijski simbol Bakhusa) izrađena od dugih stabljika umotanog komorača, na čijem je vrhu šišarka.[24]
- Na šestom muralu ženu odijeva sluga, dok Kupid drži ogledalo (ili portret) prema njoj.[25] Ova se scena često tumači kao spremanje nevjeste prije vjenčanja. Desno od mladenke nalazi se još jedna slika Kupida koji zuri u nju.[24]
- Na sedmoj zidnoj slici matrona je prikazana na prijestolju iu raskošnom kostimu.

U svjetlu nedavnih restauracija, Elaine K. Gazda preispitala je figure i njihov međusobni odnos na freskama iu životu. Gazda tvrdi da su obnove omogućile identifikaciju žena prikazanih na freskama, ne kao iste žene koja se ponavlja kroz scenu inicijacije, već kao portrete različitih žena s vlastitim individualiziranim crtama. Ona identificira matronu na posljednjoj zidnoj slici kao dominu vile, nevjestu na šestoj zidnoj slici kao svoju kćer, Bakhus kao dominus, a ostale kao muškarce i žene obitelji, kao što su rođaci i porobljeni ljudi.

## Glazba i masovni mediji
Godine 2011. bend Corde Oblique objavio je pjesmu "Slide", inspiriranu freskama misterija. U ovoj je pjesmi izvedeno nekoliko rekonstrukcija drevnih glazbenih instrumenata, poput lire i Panove frule. Pjesma se nalazi na albumu  A hail of bitter almonds ("Tuča gorkih badema").

## Vanjske poveznice
- Očuvanje vile prikazano na archaeology.org
- Villa of the Mysteries na www.art-and-archaeology.com
- Romansko-kampansko zidno slikarstvo (uvod na engleskom, talijanskom, španjolskom i francuskom)  Arhivirana inačica izvorne stranice od 7. ožujka 2011. (Wayback Machine)
- Pompeji | Vila misterija